# Frida Wesolek
Frida Wesolek geb. Hübner (* 3. September 1887 in Sommerfeld, Niederlausitz; † 5. August 1943 in Berlin-Plötzensee) war eine deutsche Widerstandskämpferin gegen den Nationalsozialismus.

## Leben
Frida Wesolek war von Beruf Näherin. Ursprünglich war sie wie ihr Vater Emil Hübner Mitglied der SPD. 1919 trat sie zusammen mit ihrem Vater und ihrem Ehemann Stanislaus Wesolek zur KPD über. Ihr Bruder war Arthur Hübner (Widerstandskämpfer) (1899–1962).
Ab Ende der 1920er Jahre arbeiteten die drei für den geheimen Apparat der Kommunistischen Internationale (Komintern), der im Laufe der 1930er Jahre zunehmend mit den staatlichen sowjetischen Nachrichtendiensten verschmolzen wurde. Dadurch erhielten sie Kontakt zu den Widerstandsgruppen um Adam Kuckhoff, Wilhelm Guddorf und John Sieg sowie auch zur Gruppe Gerhard Kegel/Ilse Stöbe.
Die Familie Hübner/Wesolek verfügte über technisches Gerät für die illegale Organisation wie auch über funktionsfähige Funkgeräte. Im Gegensatz zu Hans Coppi und Karl Böhme waren sie im Umgang mit diesen Geräten geschult. Wegen der weit zurückgezogenen militärischen Front und der kriegsbedingten Desorganisation in der Sowjetunion brach aber auch ihr Kontakt zur Sowjetunion im Sommer 1941 ab.
Im Sommer 1942 verschafften sie deutschen Kommunisten, die als Fallschirmspringer aus der Sowjetunion zurückkehrten, Unterkunft, unter anderem in ihrer Laube in Rudow, und im Umfeld von Widerständlern aus der Berliner Gruppe der Roten Kapelle. Dadurch gerieten sie in den Sog der Anfang September 1942 einsetzenden Verhaftungswelle. Frida Wesolek, ihr Ehemann Stanislaus und Vater Emil Hübner wurden am 18. Oktober 1942 festgenommen, am 10. Februar 1943 vom 2. Senat des Reichskriegsgerichts unter dem Ankläger Manfred Roeder zum Tode durch das Fallbeil verurteilt. Ihr Sohn Johannes Wesolek wurde zu sechs Jahren Zuchthaus verurteilt, der zweite Sohn Walter Wesolek freigelassen. Das Urteil wurde am 5. August 1943 zusammen mit den Todesurteilen gegen Adam Kuckhoff und 14 anderen Verurteilten der Berliner Roten Kapelle in der Hinrichtungsstätte Plötzensee vollstreckt. Vor der Verhaftung lebte sie am Schröderdamm 9 (heute Leuschnerdamm 9) in Kreuzberg. Laut Sterbeurkunde war sie „gottgläubig“. Im Jahre 1969 wurde sie postum mit dem sowjetischen Orden des Vaterländischen Krieges II. Klasse geehrt.